# Hexatoma atra
Hexatoma atra là một loài ruồi trong họ Limoniidae. Chúng phân bố ở miền Australasia.